# Nagyút, Heves
Nagyút  este un sat în districtul Füzesabony, județul Heves, Ungaria, având o populație de 746 de locuitori (2011). 

## Demografie
Componența etnică a satului Nagyút
     Maghiari (98,65%)
     Alții (1,35%)
Componența confesională a satului Nagyút
     Romano-catolici (55,36%)
     Fără religie (8,31%)
     Reformați (3,75%)
     Necunoscută (31,37%)
     Alte religii (2,41%)
Conform recensământului din 2011, satul Nagyút avea 746 de locuitori. Din punct de vedere etnic, majoritatea locuitorilor (98,65%) erau maghiari.  Din punct de vedere confesional, majoritatea locuitorilor (55,36%) erau romano-catolici, existând și minorități de persoane fără religie (8,31%) și reformați (3,75%). Pentru 31,37% din locuitori nu este cunoscută apartenența confesională.